# Eddy Verloes
Eddy Verloes, officieel Eddy Frans Germanus Verloes (Aalst, 1959) is een Belgische fotograaf.

## Biografie
Verloes studeerde aan de Universitaire Faculteiten Sint-Aloysius te Brussel, de Universiteit van Leuven en de Universiteit van Freiburg en behaalde een master in de Letteren en Wijsbegeerte. Hij was docent aan de Voorbereidende Divisie van de Koninklijke Militaire School en zaakvoerder van Verloes Languages & Training. Van 2005 tot 2009 organiseerden Eddy Verloes en Koen Wilmaers de Leuven Plaza Proms (later: Leuven Plaza Night) in de Sportoase Philipssite te Leuven met als vaste presentators Roel Vanderstukken en Vicky Versavel. In 2013-2014 volgde hij een opleiding fotografie aan het Centrum voor Volwassenenonderwijs te Leuven. In 2015 hield hij zijn eerste solotentoonstelling in Galerie Expotempo te Knokke-Heist en gaf hij zijn eerste fotoboek uit: No time to Verloes.
Met de fotoserie Losing Our Minds over chassidische joden aan de Belgische kust kreeg Verloes in 2020 internationale bekendheid en won hij diverse prijzen. Kort nadien schreef de Nederlandse dichter Benno Barnard gedichten bij de foto's en maakten Bart Bekker en Jan Vanwinckel van The River Curls around the Town er muziek bij, hetgeen in 2021 leidde tot de publicatie van het boek met cd Buiten zinnen/Losing Our Minds. In 2022-2023 ging Buiten zinnen/Losing Our Minds als voorstelling langs verschillende Belgische culturele centra met Geert van Istendael als gastheer en blueszanger Boogie Boy (pseudoniem van Paul Ambach) als special guest.
Op 21 december 2023 kende de gemeenteraad van Boutersem Verloes het ereburgerschap toe vanwege zijn artistieke verdiensten en faam als fotograaf.
Op 31 mei 2025 opende Verloes zijn eigen Gallery Louise Linthout in Brussel.
Op de Amerikaanse website All About Photo omschrijft Verloes zijn werk als poëtisch-filosofisch.

## Fotoboeken
- No time to Verloes (2015) met een inleiding door toenmalig minister van Cultuur, Sven Gatz en gedichten van o.a. Maud Vanhauwaert en Lulu Wang, Blurb Nederland
- Cuba libre (2016), met een inleiding door toenmalig minister van Cultuur, Sven Gatz, Blurb Nederland[12]
- Als de klaprozen... (2018) met gedichten van Gui Nijs, stadsdichter Tienen[13]
- Zeezuchten (2020) met gedichten van Anne Meerbergen, Uitgeverij P Leuven, ISBN 9789493138223
- Buiten zinnen/Losing Our Minds (2021) met gedichten van Benno Barnard en muziek van The River Curls around the Town,[14] Uitgeverij Poëziecentrum Gent, ISBN 9789056552893
- Aardelingen (2022) met gedichten van Geert Jan Beeckman en muziek van pianist-componist Jef Neve, Uitgeverij Snoeck Publishers Gent, ISBN 9789461617668
- Donker je wolken (2025) met gedichten van Geert Jan Beeckman en muziek van Riviertijd/The River Curls around the Town[15], 3300 RPM Records

## Gewonnen prijzen
Met Losing Our Minds won Verloes verschillende internationale prijzen, waaronder de Travel Photographer of the Year Award 2020, de Pangea Prize Siena Creative Photo Award 2021 in Italië, de reFocus One Shot Contest Award 2022 in de Verenigde Staten, de Great Photo Award 2023/Black & White World Photo Competition in Griekenland, de 17th Pollux Award 2021 in Barcelona, de Malta International Photo Travel Award 2020/2021 en de London Photography Award 2020.
Verder was Verloes ook Photographer of the Year Winner bij de 17th Black & White Spider Awards 2022 in Beverly Hills, Silver Winner PX3 Prix de la Photographie Paris 2023, World Photo Annual Refocus Award Winner 2024 met hieraan gekoppeld 'De Ontdekking van het jaar' in de Verenigde Staten. en Black & White Street Macadam Awards Winner 2025.

## Tentoonstellingen
Samen met onder anderen Lieve Blancquaert en Michiel Hendryckx exposeerde Verloes in 2018 in de St. Ursula Kapel in Tongeren  en in 2019 exposeerde hij met Luc-Peter Crombé, kunstschilder van de vierde generatie van de Latemse school, in het Meeting- en Eventcentrum Staf Versluys te Bredene. Verloes werd meermaals geselecteerd voor nationale en internationale fotofestivals, onder andere in België, Kreta, Italië, Griekenland, Nederland en de Verenigde Arabische Emiraten.
Verder had hij solotentoonstellingen en ging hij op tournee met zijn project Buiten zinnen/Losing Our Minds in het Maagdenhuismuseum Antwerpen in 2021 en in verschillende Belgische culturele centra en bibliotheken.
Zijn werken werden ook in verschillende galeries in binnen- en buitenland getoond: onder andere in The Glasgow Gallery of Photography, Decode Gallery (Tuscon), ASmith Gallery (Texas), Photo Place Gallery (Vermont), Agora Gallery (New York), International Fine Art Amsterdam Whitney Gallery (New York), New York Center for Photographic Art, Dallas Center for Photography (Texas), Duncan Millar Gallery (Californië), Space Place Gallery of Contemporary Art (Oeral, Rusland), Art Room Gallery (Berlijn), de Handelsbeurs (Antwerpen), ArtMut Gallery (Mechelen) en Galerie Expotempo (Knokke). Naast Jef Neve maakten ook de Belgische muzikale artiesten Koen Wilmaers, Carlo Willems en Bart Watté een compositie bij de foto's van Verloes. En de Tiense band Riviertijd (alias The River Curls around the Town) maakte met de cd Donker je wolken (2025) composities bij gedichten van Geert Jan Beeckman die oorspronkelijk geïnspireerd waren op foto's van Verloes.